# Clavularia dispersa
Clavularia dispersa is een zachte koraalsoort uit de familie Clavulariidae. De koraalsoort komt uit het geslacht Clavularia. Clavularia dispersa werd in 1906 voor het eerst wetenschappelijk beschreven door Kükenthal. 